# 蒙福尔特德拉谢拉
蒙福尔特德拉谢拉，是西班牙卡斯蒂利亚-莱昂萨拉曼卡省的一个市镇。 总面积4平方公里，总人口108人（2001年），人口密度27人/平方公里。